# Локанда (Месина)
Локанда је насеље у Италији у округу Месина, региону Сицилија.
Према процени из 2011. у насељу је живело 204 становника. Насеље се налази на надморској висини од 198 м.